# Manuel Arburúa de la Miyar
Manuel Arburúa de la Miyar (28 de setembro de 1902 - 17 de dezembro de 1981) foi um político espanhol que serviu como Ministro do Comércio da Espanha entre 1951 e 1957, durante a ditadura franquista.